# Sanggwan-myeon
Sanggwan-myeon (koreanska: 상관면) är en socken i Sydkorea. Den ligger i kommunen Wanju-gun i provinsen Norra Jeolla, i den centrala delen av landet, 200 km söder om huvudstaden Seoul.